# Crkva Pohoda Blažene Djevice Marije u Banjoj Luci
Crkva Pohoda Blažene Djevice Marije, rimokatolička je crkva u Banjoj Luci. Današnja je župna crkva župe Pohoda Blažene Djevice Marije u Banjoj Luci. U susjedstvu je KŠC "Bl. Ivan Merz" i grkokatolička Crkva Hrista Carja.

## Povijest
Župa je više puta mijenjala sjedište. Na sadašnje mjesto, nekoć zvano Latinska Mahala, preneseno je 1859., kada je tu sagrađena župna kuća i skromna kapelica. Današnja Crkva Pohoda Blaćene Djevice Marije sagrađena je 1891. godine. Nakon potresa koji je zatekao Banja Luku 1969., znatno je bila oštećena, ali je temeljito obnovljena. Godine 1992. ponovno su je oštetili srpski ekstremisti, ali je sve vrijeme rata u Bosni i Hercegovini služila svojoj svrsi.
Pored crkve, nalazi se župna kuća, koja je sagrađena 1930-ih godina. Cilj je bio da stanovi u kući ne budu samo za župu, nego da se iznajmljivanjem ostvari njezino samostalno financiranje, budući da župa nema nikakvih drugih nekretnina. Nakon Drugog svjetskog rata najveći je dio kuće nacionaliziran i nikada nije vraćen Banjolučkoj biskupiji. U lipnju 1995. kuća je teško oštećena eksplozivnom napravom, a u nju su se uselile srpske izbjeglice. Župi je ostala na raspolaganju samo jedna prostorija kao ured. Trebalo je nekoliko godina da se barem ured i stan za svećenika ponovno vrate.
U dvorištu crkve se nalazi spomenik posvećen bl. Ivanu Merzu, jer je upravo u toj crkvi u maticu krštenih on upisan.

## Vanjske poveznice
- Župa Banja Luka